# Благовещенский пролив
Благовещенский пролив — меридиональный пролив в Восточно-Сибирском море Северного Ледовитого океана. Отделяет полуостров Фаддеевский острова Котельного от западного побережья острова Новая Сибирь. Оба острова входят в состав архипелага Новосибирские острова. Пролив имеет чашеобразную форму радиусом около 43,5 км. Сужается на севере до 25 км, на юге — до 23 км. Девять месяцев в году покрыт льдами и ледяными заторами, затрудняющими навигацию. С запада в него впадают реки Песцовая, Келлах, Хастыр; с востока — Рожина и Терде-Кэнгир-Юрях. Пролив исследовал Матвей Матвеевич Геденштром в 1809—1811 годах.